# Медицинска физика
Медицинска физика (биомедицинска физика, медицинска биофизика, приложна физика в медицината и други) е клон на приложната физика, свързан с приложението на физиката в медицината. Той най-често е свързван с областта на образната диагностика, както и радиотерапията, като нейни приложения от 19-20 и началото на 21 век. Медицинската физика се развива в университетите, университетските болници и лаборатории. 
Съвременната медицинска физика в по-голямата си част обхваща само Физика на йонизиращите лъчения, като концептуално се разделя на четири поднива:
- Образна диагностика (Диагностична радиационна физика)
- Радиотерапия (Терапевтична радиациона физика – Брахитерапия, Външна лъчетерапия)
- Нуклеарна медицина (Радионуклидна диагностика, Позитрон-емисионна томография)
- Радиационна защита

Отделя се внимание и на нейонизираните лъчения – лазерна медицина, ултразвукова и др, но техни по-мащабни приложения просто не са развити както при йонизирашите лъчения.

## Клонове на медицинската физика
- Мониторинг в медицината
- Здравна информатика и компютърна физика